# Maxime Marotte
Maxime Marotte (Mulhouse, 5 de diciembre de 1986) es un deportista francés que compite en ciclismo de montaña en la disciplina de campo a través.
Ganó cuatro medallas en el Campeonato Mundial de Ciclismo de Montaña entre los años 2011 y 2014, y dos medallas de oro en el Campeonato Europeo de Ciclismo de Montaña, en los años 2011 y 2014.

## Palmarés internacional
| Campeonato Mundial | Campeonato Mundial            | Campeonato Mundial | Campeonato Mundial         |
| Año                | Lugar                         | Medalla            | Competición                |
| ------------------ | ----------------------------- | ------------------ | -------------------------- |
| 2011               | Champéry (Suiza)              | Medalla de oro     | Campo a través por relevos |
| 2012               | Leogang/Saalfelden (Austria)  | Medalla de plata   | Campo a través por relevos |
| 2013               | Pietermaritzburg (Sudáfrica)  | Medalla de plata   | Campo a través por relevos |
| 2014               | Hafjell/Lillehammer (Noruega) | Medalla de oro     | Campo a través por relevos |
| Campeonato Europeo |                               |                    |                            |
| Año                | Lugar                         | Medalla            | Competición                |
| 2011               | Dohňany (Eslovaquia)          | Medalla de oro     | Campo a través por relevos |
| 2014               | St. Wendel (Alemania)         | Medalla de oro     | Campo a través por relevos |